# Leo Arons

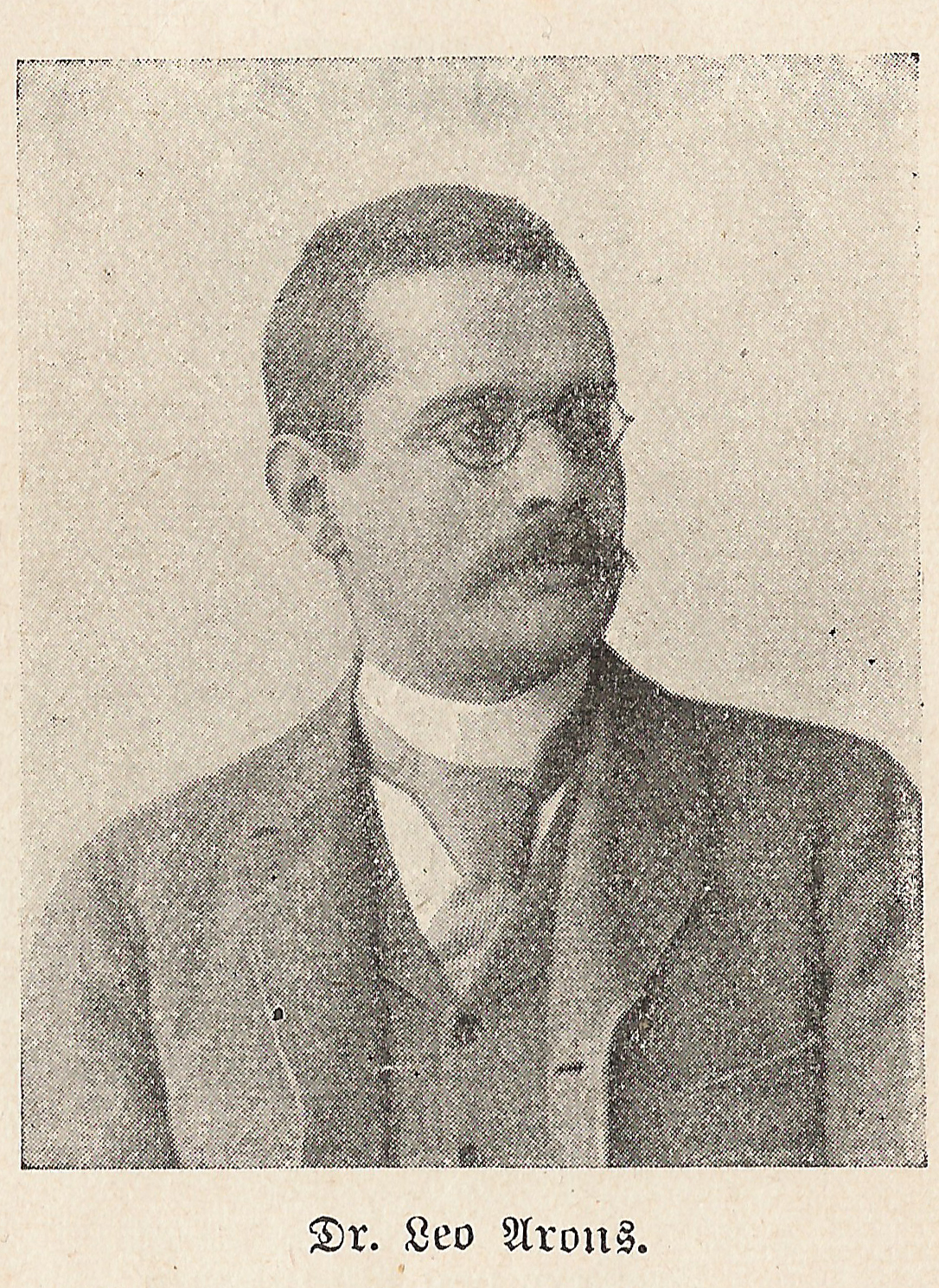
Porträt Leo Arons

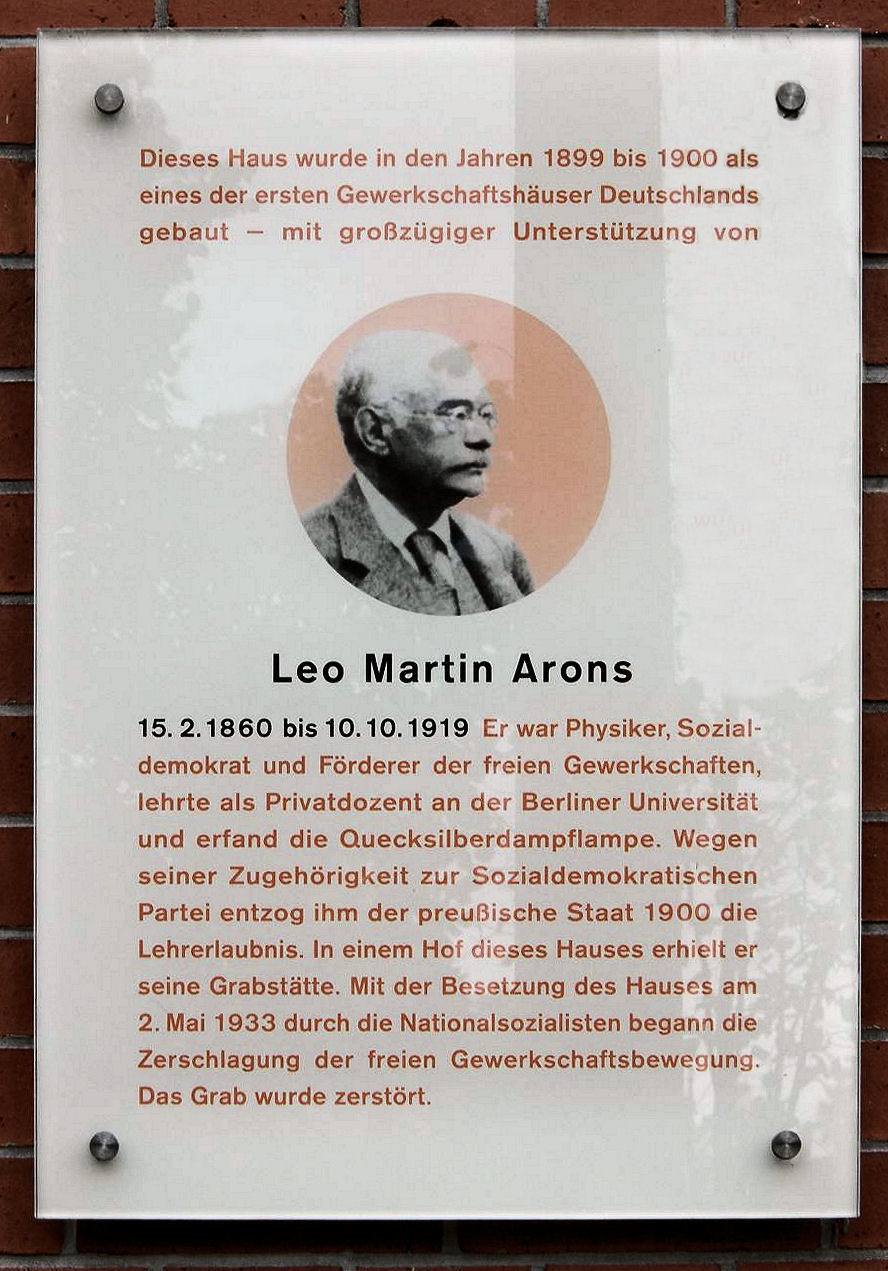
Gedenktafel am Haus, Engeldamm 62–64, in Berlin-Mitte

Gewerkschaftshaus am Luisenstädtischen Kanal, um 1908, Blick vom Bethanienufer (seit 1947 Bethaniendamm) auf das Anwesen Engelufer 15

Martin Leo Arons (* 15. Februar 1860 in Berlin; † 10. Oktober 1919 ebenda) war Physiker und sozialdemokratischer Politiker. Nach ihm wurde die Lex Arons benannt, die eine Tätigkeit an einer preußischen Universität bei gleichzeitiger Mitgliedschaft in der SPD ausschloss.

## Leben und Wirken
Leo Arons stammte aus einer wohlhabenden jüdischen Berliner Bankiersfamilie. Seine Eltern waren Albert Arons (1826–1897), Teilhaber des angesehenen Privatbankhauses Gebrüder Arons, und Clara Goldschmidt (1837–1867). 1887 heiratete Leo Arons Johanna Bleichröder (1861–1938), eine Tochter des Bankiers Julius Bleichröder (1828–1907). Sein Bruder, der Bankier Paul Arons (1861–1932), heiratete einige Jahre später deren Schwester Gertrud Bleichröder (1865–1917).
Nach dem Abitur studierte Leo Arons von 1878 bis 1884 Chemie und Physik in Leipzig, Würzburg, Berlin und Straßburg. In der letztgenannten Stadt wurde nach seinem Studium 1884 Assistent des Physikers August Kundt. Dann begab er sich nach Berlin, wo er sich 1890 als Privatdozent an der Friedrich-Wilhelms-Universität habilitierte. Ein Jahr später wurde er erster Assistent am physikalischen Institut, schied aus dieser Position aber bereits 1893 wieder aus. Seitdem war er wieder Privatdozent. Als Wissenschaftler entwickelte er 1892 eine Quecksilberdampflampe (auch Aronssche Röhre genannt), die später von der AEG unter dem Namen „Dr. Arons-Quecksilberdampflampe“ vermarktet wurde. Er arbeitete auch über Interferenzstreifen im Spektrum, über Verdünnungswärme und Wärmekapazität in Salzlösungen im Hinblick auf das Energiegesetz, über die Elektrizitätskonstanten leitender Flüssigkeiten, über die Fortpflanzungsgeschwindigkeit elektrischer Wellen in isolierenden Flüssigkeiten und in einigen festen Isolatoren. Ferner forschte er intensiv über den elektrischen Lichtbogen.
Über die Bodenreformbewegung kam Arons in Kontakt mit der Sozialdemokratie. Trotz vieler Zweifel, insbesondere an der Strategie des Klassenkampfs, trat er Anfang der 1890er Jahre der SPD bei. Dabei half ihm das Bekenntnis der Sozialdemokratie, ihre Ziele nur auf legalem Weg durchzusetzen. Arons versuchte seit den 1890er Jahren, bürgerliche Sozialreformer und Sozialdemokraten in einer regelmäßigen und lockeren Runde („Schmalzstullenclub“) zusammenzuführen.
Nach 1900 zählten Leo Arons, Albert Südekum, Josef Block und Wilhelm Kolb zu den einflussreichen Anti-Marxisten in der SPD.
Damit stand Arons innerhalb der SPD auf Seiten der Revisionisten um Eduard Bernstein. In Artikeln, die Arons nach seinem Parteieintritt für die Parteipresse schrieb, forderte er daher unter anderem die Beteiligung der SPD an den preußischen Landtagswahlen. Dabei entwickelte er sich zu einem Experten des Dreiklassenwahlrechts. Er war führend an der Konzeption des Wahlkampfes zur Reichstagswahl von 1903 beteiligt. Die Presse bezeichnete ihn teilweise gar als „Generalstabschef der Partei für den Wahlkampf“.
In den Jahren 1904 bis 1914 gehörte Arons der Berliner Stadtverordnetenversammlung an. Seine Kandidatur für einen Posten im Stadtrat scheiterte allerdings. Arons unterstützte neben der SPD auch die freien Gewerkschaften und die 1907 gegründete Baugenossenschaft „Ideal“.
Arons finanzierte weitgehend aus seinem eigenen Vermögen das erste eigens errichtete Gewerkschaftshaus in Berlin sowie zusammen mit der Ideal Kleinwohnungen für Arbeiter. Ab 1908 musste sich Arons aus gesundheitlichen Gründen zunehmend aus dem politischen Leben zurückziehen.
Er war Abgeordneter im Berliner Bezirk Neukölln. Dort wurde 1973 nach ihm die Aronsstraße benannt (1926 bis 1934 Leo-Arons-Straße, 1934 bis 1973 Sackführerdamm).

## Die Lex Arons
Die preußischen Behörden versuchten bald nach Arons Parteibeitritt, ihn aus seinem Lehramt zu entfernen. Die für das Verfahren zuständige philosophische Fakultät widersetzte sich diesen Versuchen mehrfach, da nach Überzeugung der Fakultätsmitglieder jeder Universitätslehrer in seinen politischen Überzeugungen frei und außerdem ein Privatdozent kein weisungsgebundener Beamter sei. 1897 äußerte Kaiser Wilhelm II., nachdem Arons auf einem Parteitag der SPD gesprochen hatte: „Ich dulde keine Sozialisten unter (…) den Lehrern unserer Jugend an den Königlichen Hochschulen.“
Nicht zuletzt durch diese Willensäußerung wies Wilhelm II. die preußische Regierung und den für das Hochschulwesen zuständigen Beamten Friedrich Althoff an, gegen dessen Widerstreben eine Lösung herbeizuführen. Da die Regierung kein direktes Eingriffsrecht auf die Anstellung von Privatdozenten hatte, wurde im Jahr 1898 ein Gesetz erlassen, das nunmehr auch Privatdozenten der staatlichen Disziplinargewalt unterstellte. Da dieses Gesetz vor allem auf Arons zugeschnitten war, wurde es „Lex Arons“ genannt. Dieses Gesetz stand in einem inneren Zusammenhang mit Versuchen des Kaisers in den 1890er Jahren, mit Hilfe von Ausnahmegesetzen das weitere Vordringen der Sozialdemokraten zu verhindern. Die Lex Arons war das einzige dieser Ausnahmegesetze, das die parlamentarische Hürde des preußischen Abgeordnetenhauses passierte. Die auf Betreiben des Kaisers eingebrachte Umsturzvorlage oder Zuchthausvorlage scheiterten dagegen an der Mehrheit im Reichstag. Arons wurde auf der Grundlage dieses Gesetzes suspendiert. Auf Grund der befürchteten Auseinandersetzungen mit den betroffenen Fakultäten blieb Arons der einzige Fall, auf den das Gesetz angewandt wurde.
In der Öffentlichkeit und vor allem im wissenschaftlichen Raum lösten der Fall und schließlich das Gesetz Debatten über die Freiheit der Wissenschaft aus. Unmittelbar nach der Novemberrevolution wurde Arons kurz vor seinem Tod von der neuen Regierung rehabilitiert.